# Parc national de Muddus
Vous lisez un « article de qualité » labellisé en 2017.
Le parc national de Muddus (en suédois Muddus nationalpark, en same de Lule Muttos) est un parc national situé sur les communes de Jokkmokk et Gällivare, dans le comté de Norrbotten, à l'extrême Nord de la Suède. Le parc a été fondé en 1942, mais fut par la suite agrandi en 1984 pour couvrir au total 51 137 ha. Il est bordé au nord-ouest par la route européenne 45 et la réserve naturelle de Stubba qui assure la transition avec les autres aires naturelles de la région de Laponie.
Le cœur de Muddus est une vaste plaine à un peu moins de 400 m d'altitude, entourée de quelques petits sommets aux frontières du parc, dont le plus haut est Sör-Stubba, culminant à 665 m. Dans cette plaine se développe un vaste réseau de tourbières, en particulier des tourbières d'aapa, représentant près de la moitié de la surface de l'aire protégée. Les sections sèches sont, quant à elles, couvertes d'une vaste forêt de taïga essentiellement vierge, faisant de Muddus le plus vaste parc national de forêt du pays. Au sud du parc, l'altitude décroit rapidement pour rejoindre la vallée du fleuve Luleälven. Dans cette section, on trouve plusieurs gorges, dont en particulier celle formée par la principale rivière du parc, Muttosädno, qui chute de 42 m au niveau de la cascade Muddusfallet.
La région est peuplée depuis le retrait des glaciers il y a environ 10 000 ans. Les habitants vivent alors surtout dans les vallées, mais placent des pièges dans des endroits stratégiques de Muddus pour capturer leurs proies, surtout des rennes. Avec le temps, ils remplacent la chasse par la domestication des rennes, mais conservent leur mode de vie nomade, suivant les troupeaux de rennes dans leur migration annuelle. Aujourd'hui encore, ces habitants, les Samis (anciennement appelés Lapons) utilisent le parc pour l'élevage des rennes, bien que les techniques et leur mode de vie se soient modernisés. La colonisation suédoise est plus tardive, arrivant dans le parc au XIXe siècle avec l'abattage des forêts autour de sa frontière sud et l'installation d'une ferme près du lac Muttosjávvre, active jusqu'en 1909. Peu après la formation des premiers parcs nationaux de Suède en 1909, la vaste superficie de forêts primaires de Muddus est remarquée par le garde forestier Edvard Wibeck qui propose alors, dans les années 1920, de protéger le site comme parc national. Après un long processus, la création de ce parc est entérinée par le parlement suédois en 1942. Enfin, en 1996, il est inclus dans le site du patrimoine mondial région de Laponie, protégeant ainsi la plus vaste aire naturelle essentiellement intacte d'Europe de l'Ouest, ainsi que la culture samie.
De nos jours, le site mêle élevage des rennes et tourisme, avec de nombreux sentiers dans le sud du parc et le Rallarstigen dans le nord. Environ 5 000 personnes viennent ainsi chaque année admirer la cascade de Muddusfallet, la profonde gorge de Måskosgårsså ou observer les oiseaux autour du lac de Muttosluoppal et ses tourbières grâce à une grande tour d'observation.

## Toponymie
Comme pour la plupart des lieux de la Laponie, un grand nombre de toponymes tirent leur origine des langues sames, plus précisément le same de Lule dans le cas de Muddus. Ils ont souvent deux graphies distinctes, une graphie same, et une graphie suédoise qui en dérive et qui dominait initialement, mais est petit à petit remplacée par la graphie same dans les cartes. Ceci inclut le nom même du parc, Muddus étant la graphie suédoise tandis que la graphie same est Muttos. L'étymologie de ce nom n'est pas claire, mais il a été suggéré que cela pourrait dériver de mutták signifiant « convenable », « juste comme il faut », peut-être en référence à la nature de la région qui offre tout ce qu'il faut pour vivre.

## Géographie

### Localisation et frontières
Le parc national de Muddus est situé sur les communes de Jokkmokk et Gällivare, dans le comté de Norrbotten, en Laponie suédoise. Il est situé légèrement au nord du cercle Arctique. Il s'étend sur 51 137 ha (un peu plus de 511 km2) dont 49 327 ha terrestre, ce qui en fait le quatrième plus vaste parc national du pays. Il est délimité au sud par le lac de barrage Messaure sur le fleuve Luleälven et au nord par la route européenne 45. Au nord-ouest, le parc est bordé par la réserve naturelle de Stubba.

Carte topographique du parc national de Muddus.

### Relief

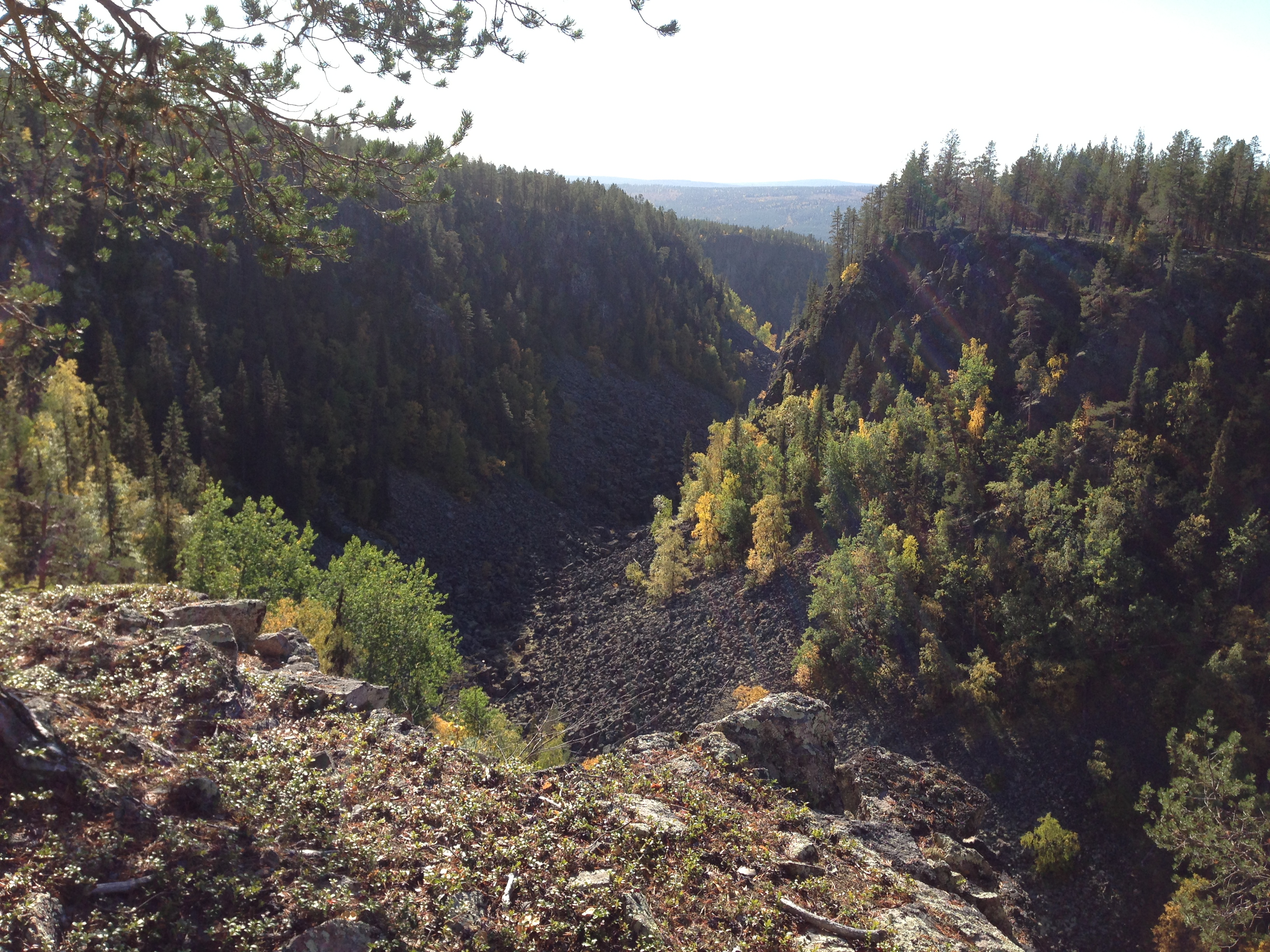
Le canyon de Måskosgårsså dans le sud du parc.

Le relief de la moitié nord suédoise est souvent divisé en trois bandes parallèles : à l'ouest, les Alpes scandinaves, à l'est, les plaines de la côte de Botnie, et au centre une zone de plaine vallonnée (Bergkullslätt),. Muddus se trouve dans cette bande intermédiaire, à laquelle il a d'ailleurs donné son nom (plaine de Muddus),. Ces Bergkullslätt sont de vastes zones plates avec quelques reliefs isolés, dont le sommet est souvent plat. Le relief de Muddus est ainsi principalement constitué d'une vaste section centrale plate, autour du lac Muttosjávvre (altitude 385 m). Les sommets isolés sont surtout situés en périphérie ouest et est du parc. Les plus hauts sommets sont situés le long de la frontière ouest, avec en particulier Sör-Stubba (661 m) et Storvuosmo (650 m), tandis que les sommets est sont plus doux, culminant à Tjuorrevárre (556 m) et Lijnávárre (553 m). Alors que la plupart des rivières et fleuves de la plaine de Muddus ne forment pas de véritables vallées, le Luleälven forme en aval de Porjus une vallée très encaissée. Ainsi, au sud du parc, l'altitude chute brutalement pour rejoindre la vallée du fleuve, à environ 160 m. Une dizaine de profonds canyons, aux parois presque verticales, sillonnent cette section, dont celui de la rivière Muttosädno, mais aussi le canyon sec de Måskosgårsså, d'une profondeur de 100 m.

### Climat
Le climat de Muddus est relativement continental. Les hivers sont froids, avec une température moyenne de −12 °C en janvier, et les étés sont comparativement chauds, avec une température moyenne de 14 °C en juillet.  Le climat est assez peu humide, avec une moyenne de 500 mm de précipitations annuelle. L'été est en général la saison la plus humide, mais parfois les étés peuvent être secs ce qui peut engendrer une sécheresse, aggravée par l'excellent ensoleillement estival de la région. Durant la période hivernale, la neige se maintient environ 200 jours, typiquement de mi-octobre à mi-mai. Les impacts d'éclairs, principales causes de feux de forêt, sont relativement rares, avec seulement une dizaine de jours d'orage par an.
| Mois                              | jan.  | fév.  | mars | avril | mai  | juin | jui. | août | sep. | oct. | nov.  | déc.  | année |
| --------------------------------- | ----- | ----- | ---- | ----- | ---- | ---- | ---- | ---- | ---- | ---- | ----- | ----- | ----- |
| Température minimale moyenne (°C) | −20,7 | −20,1 | −15  | −7,3  | −1,6 | 4,5  | 7,4  | 5,6  | 1,1  | −5,1 | −13,3 | −18,3 | −7    |
| Température moyenne (°C)          | −14,8 | −13,8 | −8,5 | −2    | 4,1  | 10,3 | 13,2 | 11,1 | 5,8  | −1,1 | −8,7  | −12,7 | −1    |
| Température maximale moyenne (°C) | −8,9  | −7,7  | −2   | 3,3   | 9,8  | 16,1 | 19   | 16,6 | 10,5 | 3    | −4,3  | −7,1  | 4     |
| Précipitations (mm)               | 28,8  | 21,8  | 22,4 | 23,2  | 30,7 | 49,6 | 69,5 | 69,9 | 51   | 41,2 | 37,8  | 29,4  | 475,3 |

| Diagramme climatique                                  |               |           |             |             |             |           |             |           |           |               |               |
| J                                                     | F             | M         | A           | M           | J           | J         | A           | S         | O         | N             | D             |
| −8,9−20,728,8                                         | −7,7−20,121,8 | −2−1522,4 | 3,3−7,323,2 | 9,8−1,630,7 | 16,14,549,6 | 197,469,5 | 16,65,669,9 | 10,51,151 | 3−5,141,2 | −4,3−13,337,8 | −7,1−18,329,4 |
| Moyennes : • Temp. maxi et mini °C • Précipitation mm |               |           |             |             |             |           |             |           |           |               |               |

### Hydrographie
Le parc national de Muddus correspond approximativement au bassin versant de la rivière Muttosjåhkå/Muttosädno (453 km2), affluent du fleuve Stora Luleälven, à l'exception d'une petite partie à l'est faisant partie du bassin versant du fleuve Råneälven,. Au cours de leur parcours, les rivières du parc traversent de vastes superficies de tourbières (au total 21 000 ha soit 42 % du parc) et plusieurs lacs,. Le plus grand lac est Muttosjávvre, d'une longueur de 6,5 km pour une largeur maximale d'un kilomètre. Dans la partie sud du parc, la rivière Muttosädno forme Muddusfallet : une double cascade d'une hauteur de 42 m, marquant le début du canyon. À son embouchure, la rivière Muttosädno a un débit moyen de 5,1 m3/s, mais pouvant atteindre 52 m3/s durant les crues.

## Géologie

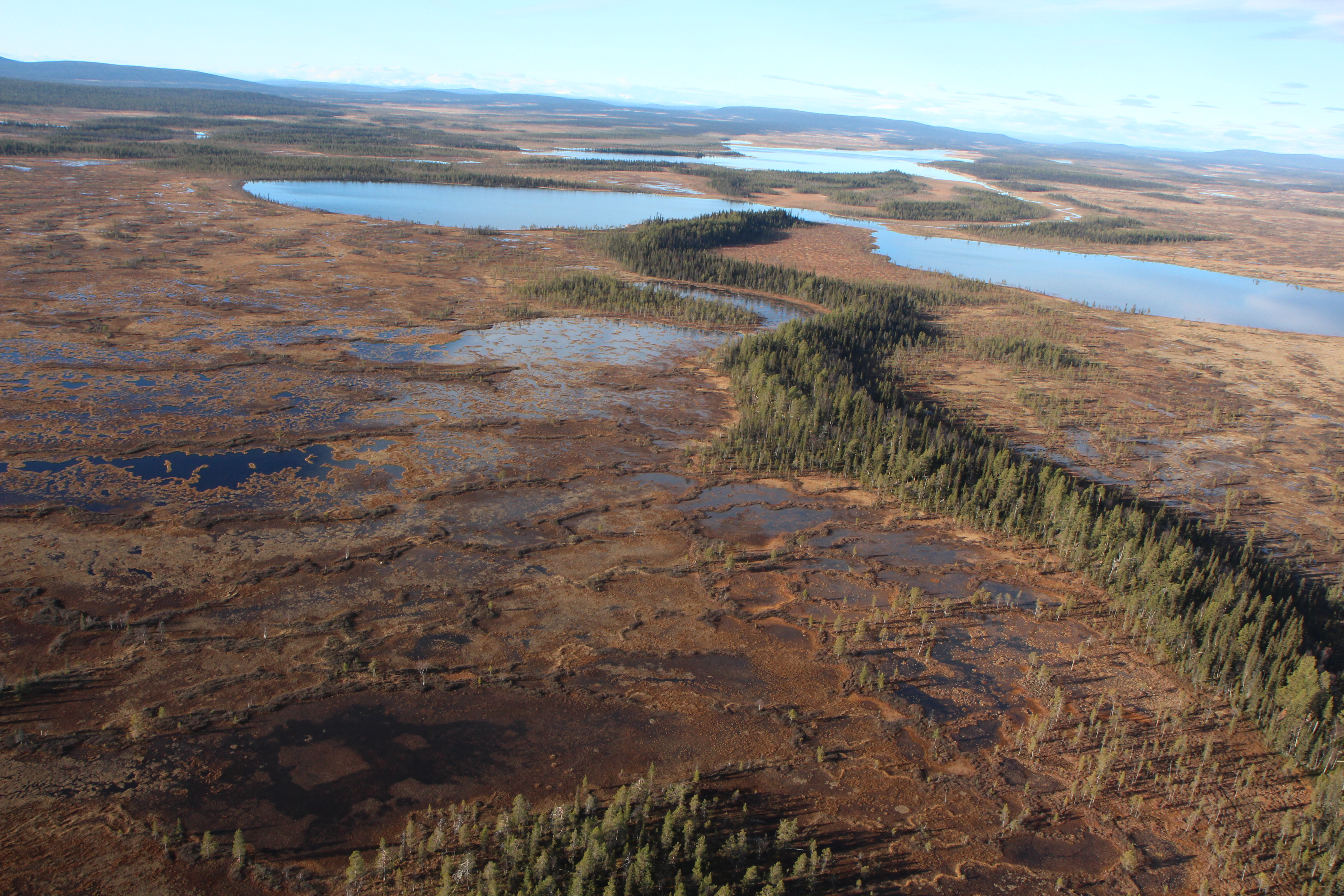
La plaine de Muddus et ses tourbières d'aapa interrompues par une ligne de forêt sèche correspondant à un esker. On voit aussi le lac Muttosluoppal et Muttosjávvre.

En 1908, le géologue W. Wråk remarque que le relief du nord suédois peut être décrit comme une structure en escalier composée de six surfaces. Il donna à la plus vaste de ces surfaces le nom de plaine de Muddus. Cette plaine couvre la majeure partie du nord suédois et est essentiellement constituée de deux niveaux quasi-horizontaux, l'un de 300  à   400 m et l'autre de 400  à   600 m d'altitude. Il s'agit d'une pénéplaine parsemées de collines résiduelles, témoignant d'une surface de plus haute altitude en grande partie disparue du fait de l'érosion. La plaine de Muddus s'est probablement formée au début du Cénozoïque (à partir d'il y a 66 Ma) après une phase de soulèvement tectonique de la péninsule Scandinave, aussi responsable de la formation des Alpes scandinaves.
À l'instar de la plupart de la plaine de Muddus, le parc national repose sur du granite et des gneiss précambriens,. La partie orientale est surtout constituée du granite de Lina, formée entre 1 800  et   1 750 Ma lors de l'orogenèse svécofennienne. Les collines occidentales, tout comme une zone au nord-est, sont aussi constituées de granite et gneiss, mais comprennent également des porphyres et granulites. Enfin, une petite zone du nord du lac Muttosjávvre contient de la diorite. Si le socle affleure en plusieurs points, il est le plus souvent couvert d'une fine couche de sédiments morainiques ou de tourbe.
La morphologie du parc est fortement marquée par les dernières glaciations. Toute la partie centrale est dominée par des drumlins, des longues arêtes basses, orientés principalement selon un axe nord-ouest sud-est, indiquant le mouvement des glaciers durant la dernière glaciation. On trouve aussi quelques petits eskers ainsi que des amas de sable et de graviers déposés par les glaciers. Enfin, dans la partie sud du parc se trouvent plusieurs gorges parfois très profondes, dont en particulier le canyon de la rivière Muttosädno et le Måskosgårsså. Des vallées existaient probablement déjà avant, mais elles ont été approfondies  à la fin de la dernière glaciation lors de brusques libérations d'eau,.

## Milieux naturels
Le parc national de Muddus est d'après la classification du Fonds mondial pour la nature (WWF), situé dans l'écorégion terrestre de la taïga scandinave et russe. Il est constitué d'une mosaïque de forêts et de tourbières, formant souvent des bandes alternées, la forêt couvrant les drumlins ou autres éléments de relief,. La forêt couvre 20 882 ha, soit 42 % de la superficie totale du parc. Il s'agit d'une forêt de conifères typique de la taïga. L'autre élément dominant est le vaste réseau de tourbières, en majeure partie des tourbières d'aapa aussi appelées tourbières cordées, couvrant 18 396 ha soit 37 % de la superficie du parc. Le reste de la superficie est constitué de tourbières boisées (8 %), de lacs, et une petite section de landes et roches nues au-dessus de la limite des arbres.
Si la faune n'est pas particulièrement abondante, elle est variée. Ce qui fait la richesse du parc est surtout l'avifaune avec environ 100 espèces, surtout autour des zones humides, et la faune caractéristique des forêts anciennes, en particulier insectes, Fungi et lichens.

### Taïga

#### Flore

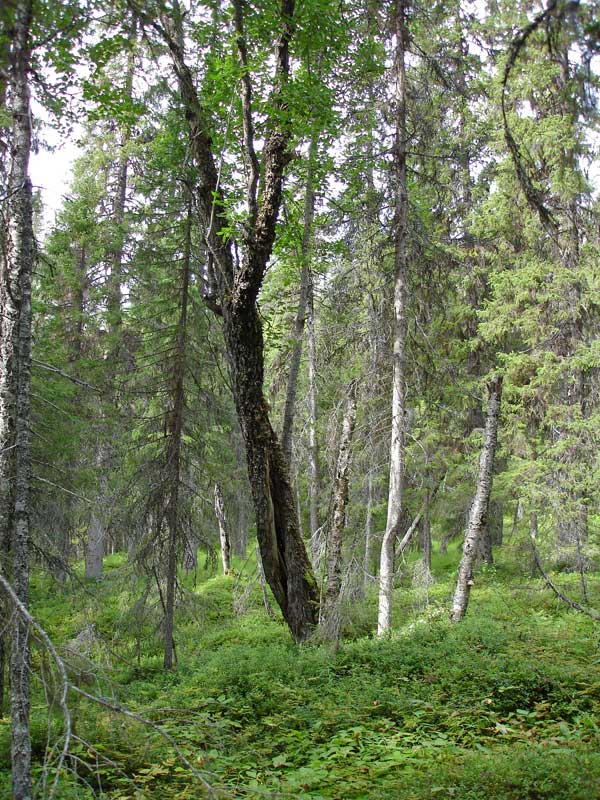
Forêt de conifères avec du saule marsault, dans la commune de Jokkmokk

L'un des principaux écosystème du parc national est une forêt de conifères, dominée par l'épicéa commun (Picea abies) et le pin sylvestre (Pinus sylvestris), mais avec souvent de nombreux bouleaux pubescents (Betula pubescens). La forêt est une forêt primaire, à l'exception de quelques petites zones au sud, le long du fleuve, qui ont été coupées dans le passé.
À l'ouest et au centre du parc, l'épicéa est l'espèce dominante. Aux plus basses altitudes, la forêt est dense, avec des arbres atteignant les 20 m. Ceci crée une lutte importante pour les nutriments et la lumière pour la végétation basse. On trouve alors surtout des myrtilles (Vaccinium myrtillus), de la camarine noire (Empetrum nigrum), de l'airelle rouge (Vaccinium vitis-idaea) et de la linnée boréale (Linnaea borealis), du maïanthème à deux feuilles (Maianthemum bifolium), du mélampyre des prés (Melampyrum pratense), de la trientale d'Europe (Trientalis europaea), de la pirole unilatérale (Orthilia secunda), du géranium des bois (Geranium sylvaticum) et du solidage verge d'or (Solidago virgaurea). Ces plantes reposent sur un tapis de mousses typiquement Hylocomium splendens, Pleurozium schreberi et des hépatiques ainsi que sur des lichens tels que Nephroma arcticum et les lichens des rennes. Lorsque le terrain prend de l'altitude, la densité d'arbre diminue, et le bouleau se fait plus présent, ainsi que le sorbier des oiseleurs (Sorbus aucuparia), le saule marsault (Salix caprea) et le tremble (Populus tremula). De plus, les arbres sont plus petits et plus tortueux, les épicéas n'atteignant en moyenne qu'une dizaine de mètres de hauteur. Sur les pentes humides, s'ajoutent le cornouiller de Suède (Cornus suecica) et le polypode du chêne (Gymnocarpium dryopteris).
Au contraire, à l'est et au sud, le pin est la principale essence. Ces pins atteignent souvent des âges très importants. Un des arbres du parc était même considéré comme le plus vieux pin de Suède, datant de 1274, mais en 2004, un pin de 757 ans (soit 27 ans plus ancien) fut découvert sur la côte du Hälsingland. Le sol des forêts de pins est recouvert de bruyère callune (Calluna vulgaris) et de divers lichens des rennes, ainsi que du raisin d'ours (Arctostaphylos uva-ursi), de l'airelle rouge et de la camarines.

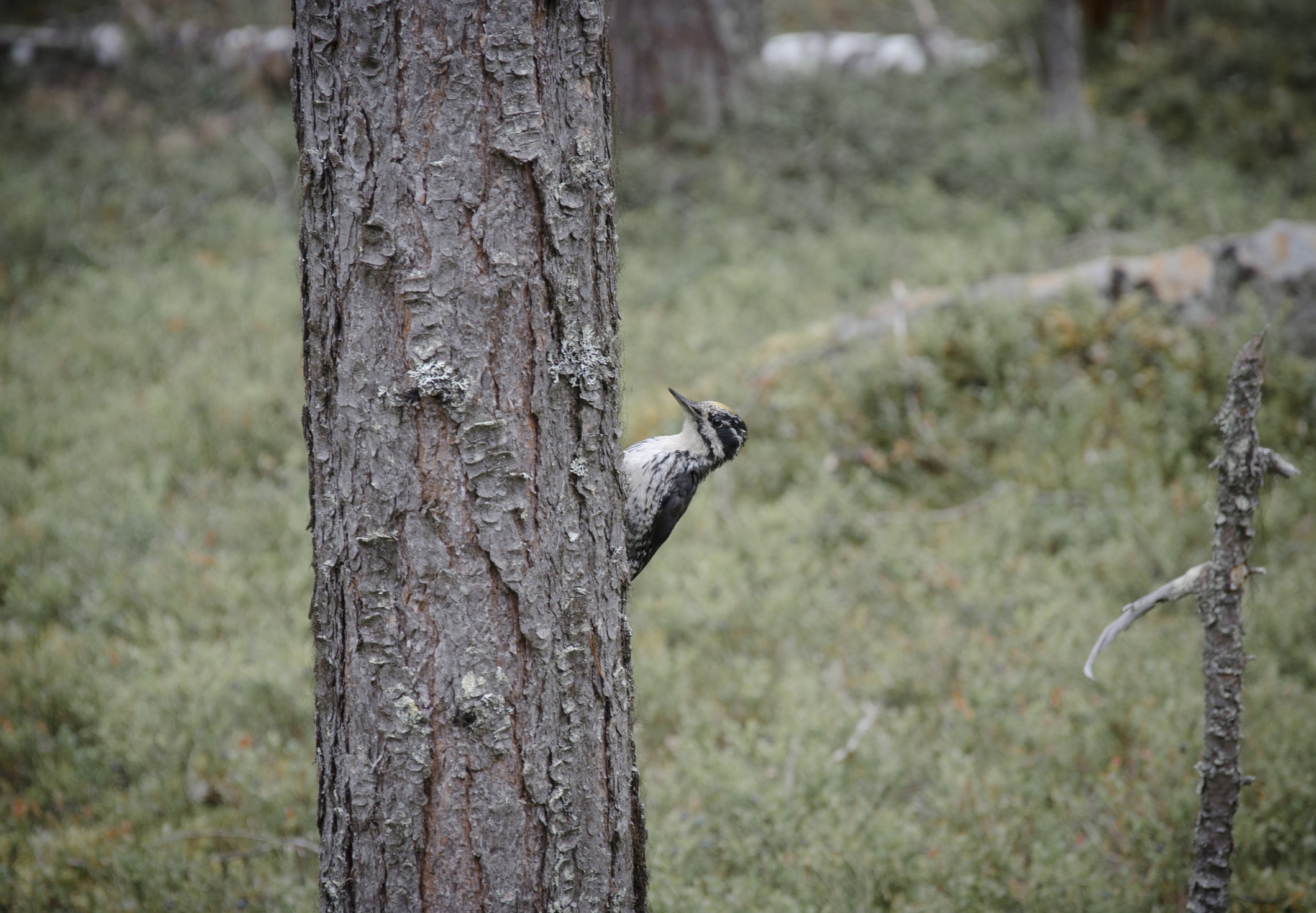
Pic tridactyle sur un arbre de Muddus.

L'équilibre entre pins et épicéas est dicté par plusieurs facteurs. Premièrement, contrairement à l'épicéa, le pin est capable de se développer même sur des sols très pauvres et très secs et il est donc majoritaire sur les terrains difficiles. Deuxièmement, en l'absence d'incendie, les épicéas se développent et dominent progressivement la forêt, remplaçant les pins, dont il finit par ne rester que quelques individus isolés. Mais les incendies éliminent plutôt les épicéas que les pins, et ces derniers sont aussi les premiers à recoloniser les terrains brûlés. Les terrains ayant récemment brûlé sont donc dominés par les pins, tandis que ceux brûlant rarement sont dominés par les épicéas. Les incendies sont un évènement relativement fréquent. Il y aurait eu au moins 47 incendies dans le parc entre 1413 et 1984, et en moyenne, une zone de forêt brûle tous les 110 ans, avec cependant des variations locales. Les traces d'incendie sont visibles, telles que des cicatrices sur les arbres ayant résisté. Le dernier incendie dans le parc eut lieu en été 2006, dans la partie sud du parc. Les pins ne sont pas les seules plantes qui profitent des incendies, les graines du géranium laineux (Geranium lanuginosum) par exemple peuvent survivre dans le sol pendant des dizaines d'années pour se réactiver après un incendie, la plante ayant besoin d'un terrain dégagé pour se développer.

#### Faune

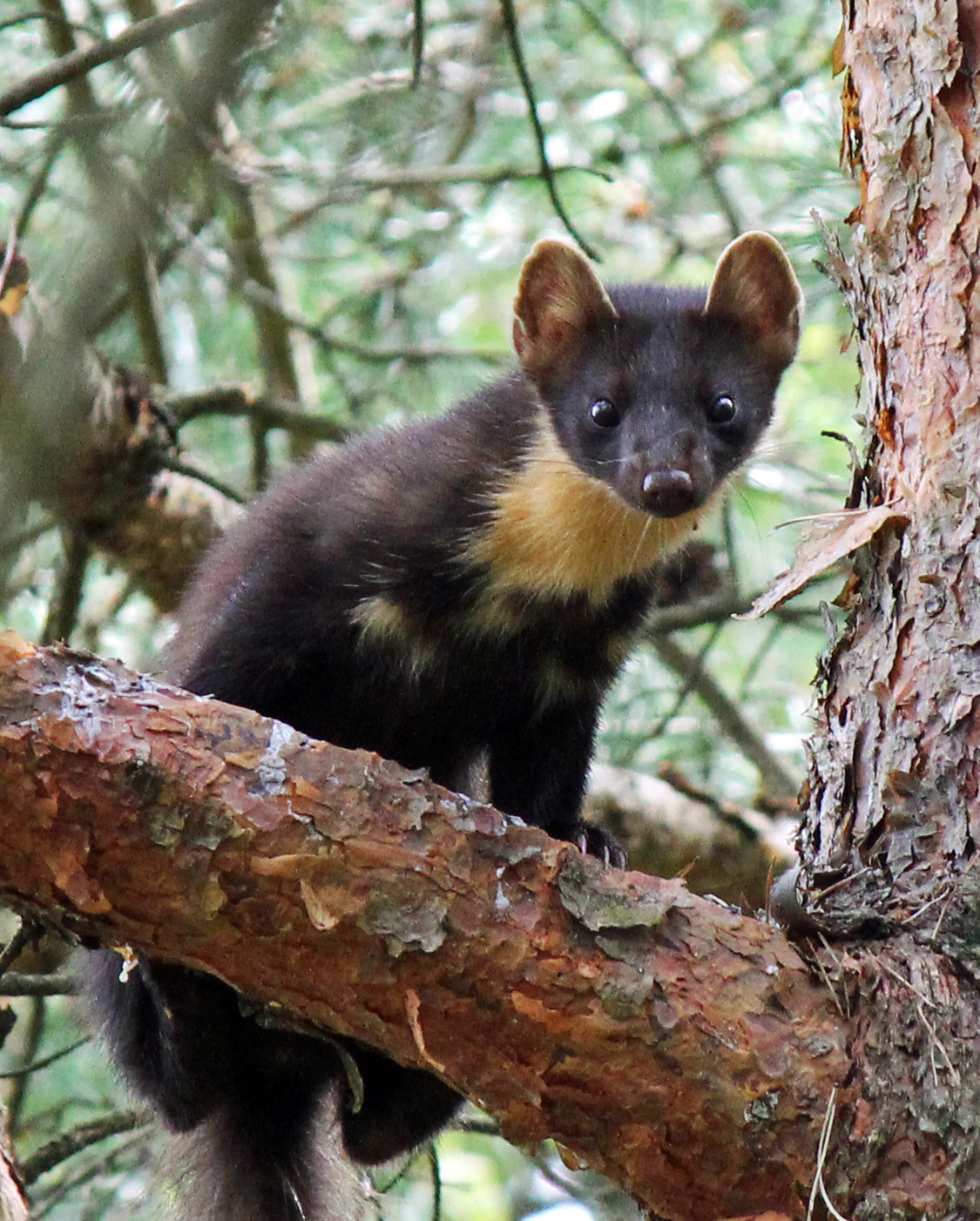
Une martre en Suède.

Parmi les grands prédateurs, le glouton (Gulo gulo) est présent principalement dans les collines et ravins du sud du parc, tandis que l'ours brun (Ursus arctos) est surtout présent dans les sections occidentales. Le parc accueille aussi le lynx boréal (Lynx lynx). Parmi les petits prédateurs, on peut noter la présence de martres (Martes martes) ou d'hermines (Mustela erminea). Les élans (Alces alces) sont particulièrement nombreux dans le parc, plutôt à proximité des zones humides du centre du parc en été tandis qu'ils montent vers les collines en hiver pour se nourrir de l'écorce des sorbiers des oiseleurs ou des trembles. Les rennes sont aussi nombreux. Il ne s'agit comme dans toute la Suède que d'animaux domestiques. Les rennes du village sami de Unna tjerusj, par exemple, ne font que traverser le parc entre leurs aires d'hivernage et d'estive, tandis que d'autres restent toute l'année dans le parc, surtout dans la partie est. Le parc accueille aussi un grand nombre de rongeurs, tel que le campagnol terrestre (Arvicola amphibius), le campagnol nordique (Microtus oeconomus), le campagnol agreste Microtus agrestis), le campagnol roussâtre (Clethrionomys glareolus) ou le plus rare lemming des toundras (Lemmus lemmus), qui n'apparaît dans le parc que certaines années.

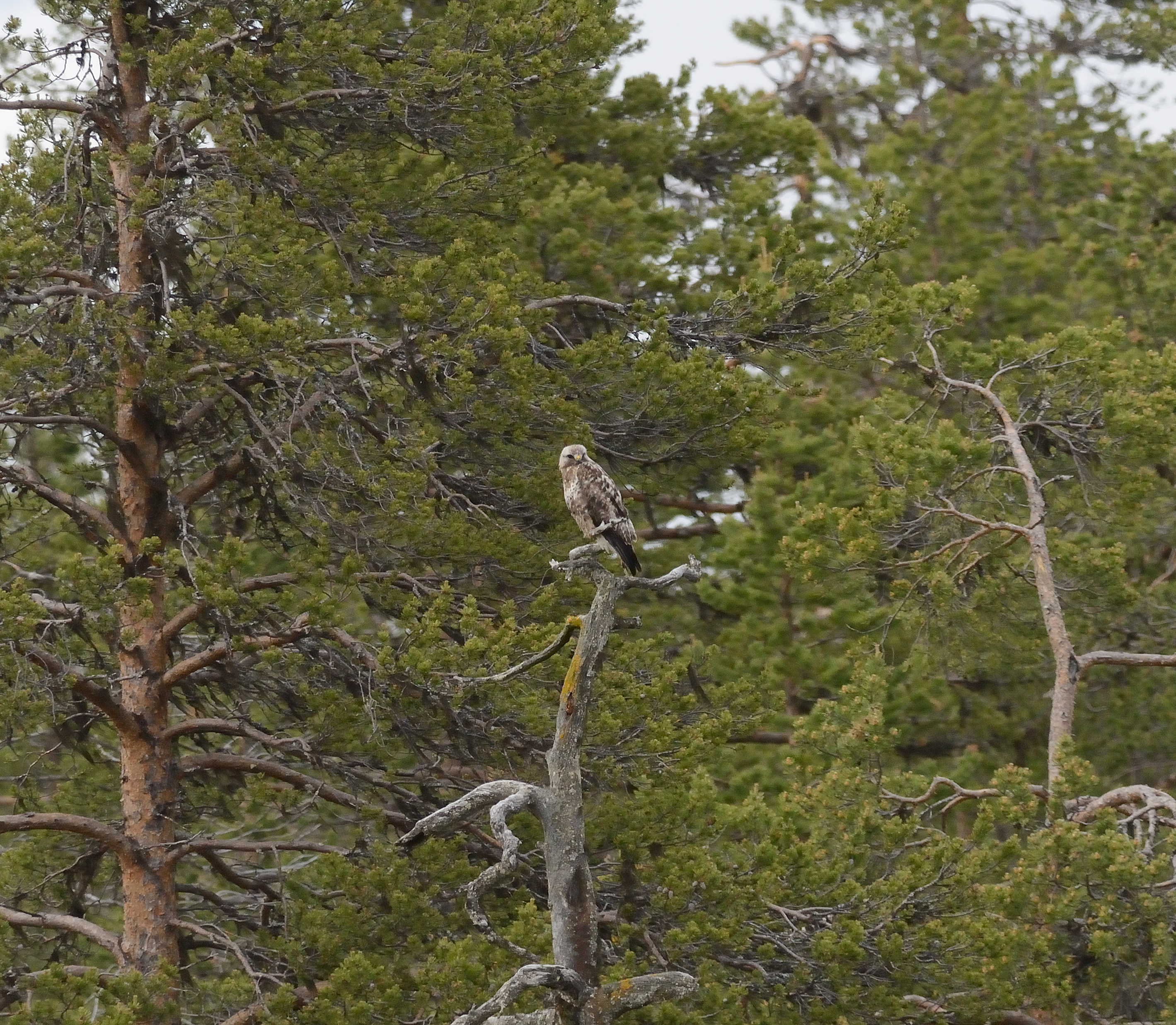
buse pattue dans la forêt de Muddus.

Dans les forêts d'épicéas, on peut entendre le chant de nombreux passereaux, tels que la grive draine (Turdus viscivorus), la grive mauvis (Turdus iliacus), la grive musicienne (Turdus philomelos), le bruant rustique (Emberiza rustica), le pinson des arbres (Fringilla coelebs), le pinson du Nord (Fringilla montifringilla), le pouillot fitis (Phylloscopus trochilus), le pouillot véloce scandinave (Phylloscopus collybita abietinus), la fauvette des jardins (Sylvia borin), le durbec des sapins (Pinicola enucleator) et le mésangeai imitateur (Perisoreus infaustus). Le lagopède des saules (Lagopus lagopus) est aussi présent, surtout dans les zones où les bouleaux sont nombreux. À l'opposé, les forêts de pins sont plus pauvres, avec cependant plusieurs espèces de strigiformes, telles que la nyctale de Tengmalm (Aegolius funereus), la chouette épervière (Surnia ulula), la chouette de l'Oural (Strix uralensis) et le hibou grand-duc (Bubo bubo), ou des pics tels que le pic noir (Dryocopus martius) et le pic tridactyle (Picoides tridactylus). Ces forêts abritent aussi entre autres la mésange lapone (Poecile cinctus), le gobemouche gris (Muscicapa striata), le jaseur boréal (Bombycilla garrulus) et le grand Tétras (Tetrao urogallus). Le grand Corbeau (Corvus corax) et plusieurs oiseaux de proie tels que l'aigle royal (Aquila chrysaetos), le balbuzard pêcheur (Pandion haliaetus), le faucon crécerelle (Falco tinnunculus), le faucon pèlerin (Falco peregrinus) et la buse pattue (Buteo lagopus) nichent dans le parc, en particulier dans les ravins au sud.
Peu de reptiles apprécient les conditions climatiques du nord scandinave. Parmi ceux-ci, le lézard vivipare (Zootoca vivipara) et la vipère péliade (Vipera berus) sont les seuls observés dans le parc.

### Zones humides

#### Flore

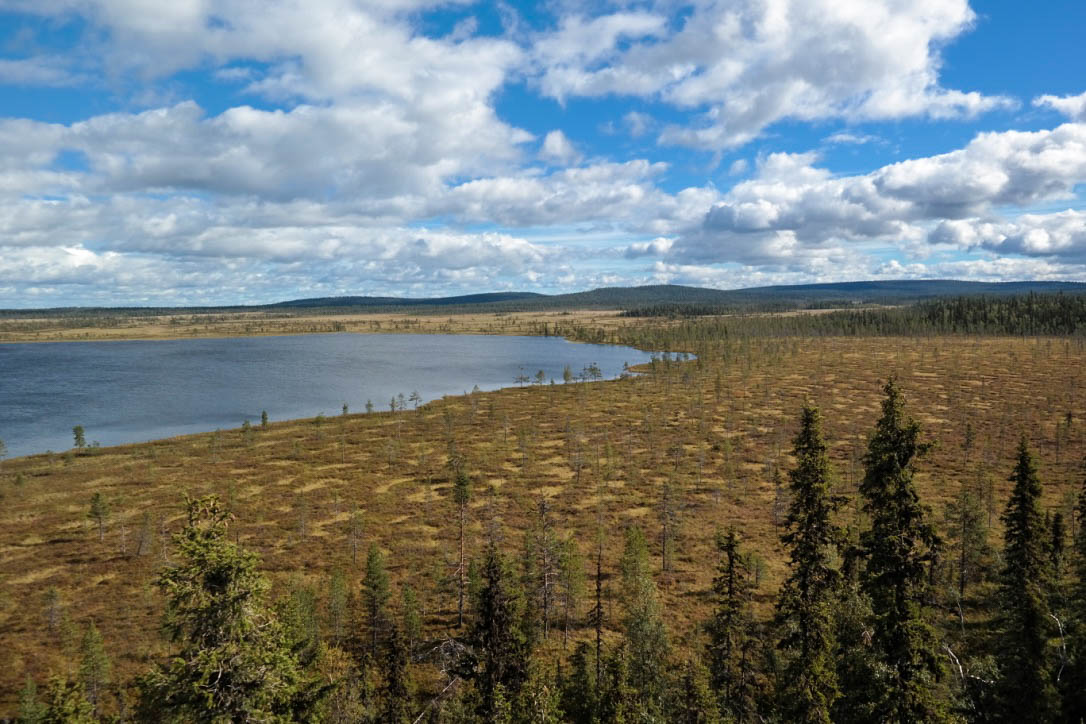
Lac de Muttosluoppal et tourbières alentour vus depuis la tour d'observation.

La partie centrale et nord du parc sont particulièrement riches en zones humides. On trouve quelques tourbières ombotrophes (alimentées uniquement par les précipitations directes), mais en faible quantité, l'environnement de Muddus n'étant pas très favorable à ce genre de formations. Le parc comprend donc surtout des tourbières minérotrophes, principalement des tourbières d'aapa, formant des motifs distincts, avec des basses crêtes herbeuses parallèles (appelées lanières) séparant des mares allongées (parfois appelées par leur nom anglais flark), justifiant leur nom de tourbière cordée.
Dans les zones périphériques du parc, le terrain est souvent pentu, mais les lanières, situées perpendiculairement à la pente, permettent à l'eau de stagner. Ces tourbières sont riches en laiches et en herbes telles que la laiche filiforme (Carex lasiocarpa) et la molinie bleue (Molinia caerulea). Sur les bords se développent le bouleau nain (Betula nana), la plaquebière (Rubus chamaemorus) et la prêle des bois (Equisetum sylvaticum), ainsi que parfois des hummocks avec de la sphaigne brune (Sphagnum fuscum). Dans certains cas, des buissons de saules se forment, typiquement le saule des Lapons (Salix lapponum) ou le saule glauque (Salix glauca). Au sud-est, les tourbières sont de petites dimensions et n'ont souvent pas de lanières.

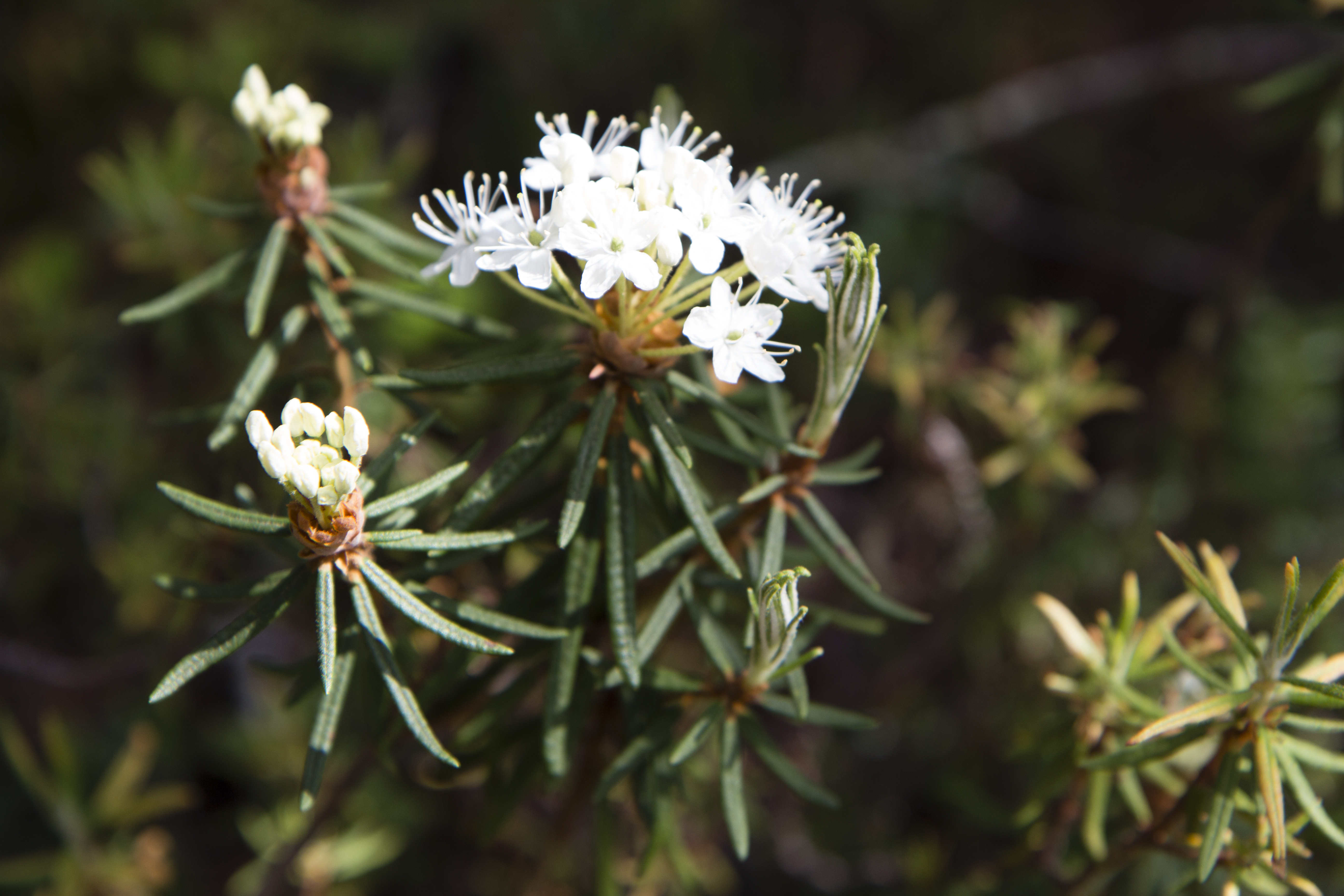
Rhododendron tomentosum dans le parc.

Dans la zone centrale du parc, les tourbières forment la majorité de la superficie. Le terrain est plat, à l'exception de quelques drumlins orientés nord-ouest sud-est, et donc le courant y est très faible. Les lanières sont plus espacées mais aussi plus imposantes qu'en périphérie, pouvant atteindre plus de 50 cm de hauteur. Elles sont toujours perpendiculaires à la pente, mais du fait des pentes plus faibles, elles sont souvent arquées ou ramifiées. Elles sont typiquement recouvertes de lichens, de mousses, de bouleaux nains, de plaquebières, de camarines, de lédon des marais (Rhododendron tomentosum) et parfois même d'arbres (bouleaux pubescents ou pins). Dans les zones les plus basses, typiquement au sud des lacs Muttosjávvre et Muttosluoppal, les lanières sont parfois absentes, laissant la place à de vastes zones humides ininterrompues riches en carex et linaigrettes. Le long des cours d'eau et dans la zone d'inondation des lacs, des buissons de saules se développent.
Le cœur des tourbières a souvent un meilleur accès aux minéraux, ce qui permet le développement d'une végétation plus riche. On y trouve par exemple des plantes plus exigeantes telles que la sélaginelle fausse-sélagine (Selaginella selaginoides), la tofieldie naine (Tofieldia pusilla) ou la saussurée des Alpes (Saussurea alpina). Dans les zones les plus riches en minéraux, au centre du parc, on trouve même quelques raretés, telles que la bartsie alpine ou le saxifrage œil de bouc (Saxifraga hirculus).
Certaines zones humides sont aussi boisées, souvent en transition avec des zones plus sèches. Ces forêts sont constituées typiquement d'arbres de petite dimension, le plus souvent du bouleau et de l'épicéa, mais parfois aussi de l'aulne blanc (Alnus incana), du saule marsault ou du sorbier des oiseleurs. Les sous-bois sont alors couverts de plaquebière, d'airelle rouge, de myrtille, de canneberge (Vaccinium oxycoccos, de linaigrette vaginée (Eriophorum vaginatum) et de sphaignes. Certaines de ces forêts sont riches, avec en particulier des framboises arctiques (Rubus arcticus), des ronces des rochers (Rubus saxatilis), de la parisette à quatre feuilles (Paris quadrifolia), de la parnassie des marais (Parnassia palustris) ou encore de la reine-des-près (Filipendula ulmaria).

#### Faune

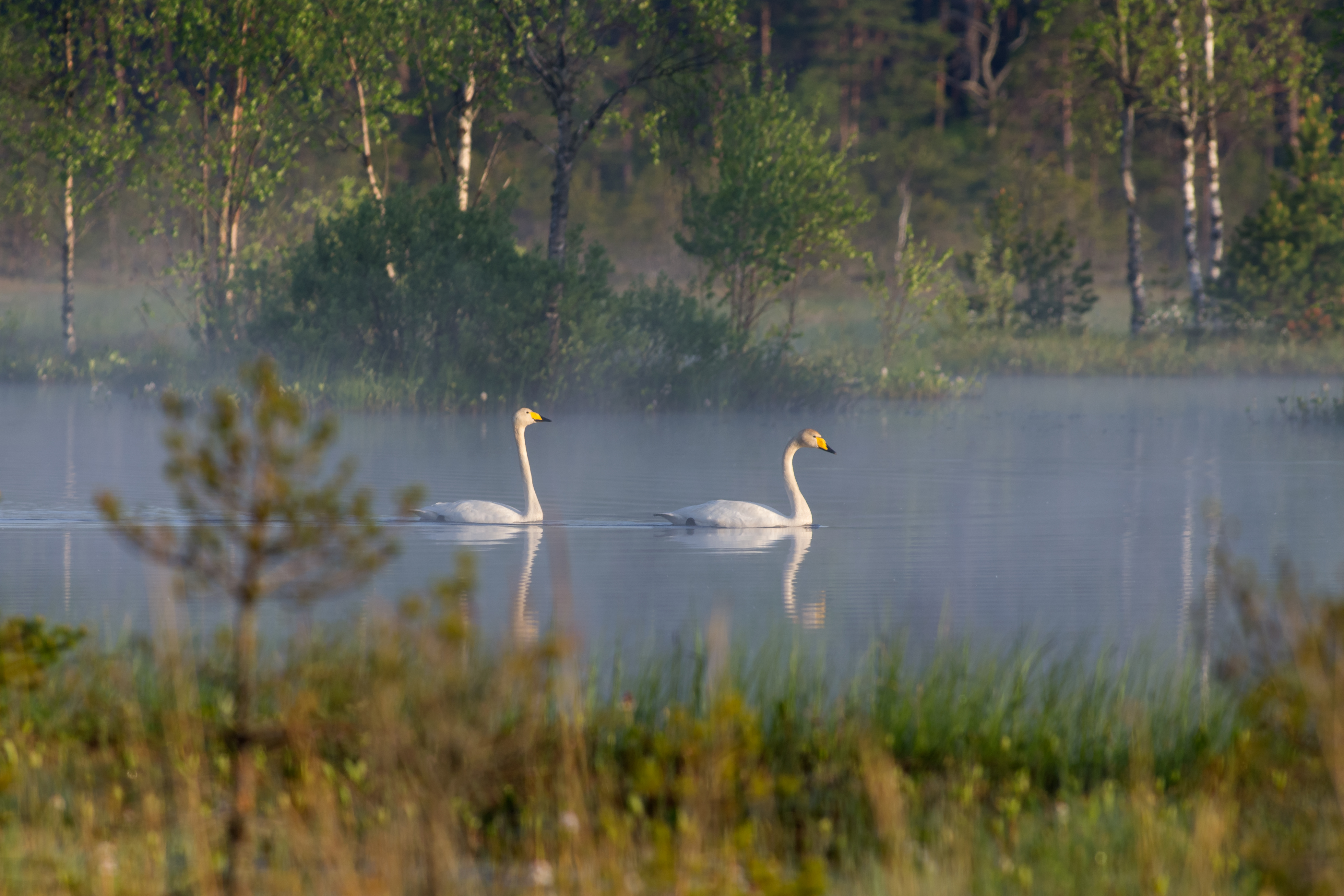
Des cygnes chanteurs.

On trouve dans le parc un grand nombre d'espèces spécifiquement liées aux zones humides. Ainsi, la loutre d'Europe (Lutra lutra) ou le crossope aquatique (Neomys fodiens) vivent à proximité de plusieurs cours d'eau du parc. De même, la grenouille rousse (Rana temporaria) dépend de l'eau pour sa survie et se trouve donc surtout à proximité des zones humides.
Dans les eaux du lac Muttosjávvre, on trouve le grand brochet (Esox lucius), la perche commune (Perca fluviatilis), le gardon (Rutilus rutilus), la lotte (Lota lota) et l'épinochette (Pungitius pungitius). Les eaux de la Muttosädno accueillent quant à elles la truite fario (Salmo trutta fario) et le vairon (Phoxinus phoxinus).
Enfin, les zones humides sont la principale raison de la relativement riche avifaune du parc. La présence du cygne chanteur (Cygnus cygnus) est même l'une des principales raisons de la création du parc : il était alors devenu rare dans le pays. Aujourd'hui il est de nouveau assez commun. Parmi les autres anatidés, les plus fréquents sont la sarcelle d'hiver (Anas crecca), le garrot à œil d'or (Bucephala clangula) et le canard colvert (Anas platyrhynchos). Le canard pilet (Anas acuta), le canard siffleur (Anas penelope), la macreuse noire (Melanitta nigra), le harle huppé (Mergus serrator), le harle bièvre (Mergus merganser), le fuligule milouinan (Aythya marila), le fuligule morillon (Aythya fuligula) et la harelde kakawi (Clangula hyemalis) sont aussi présents, bien que moins fréquents. Parmi les oiseaux limicoles, on peut nommer le chevalier guignette (Actitis hypoleucos) et chevalier sylvain (Tringa glareola), très présents à travers le parc, le chevalier arlequin (Tringa erythropus), le bécasseau falcinelle (Limicola falcinellus), la bécassine des marais (Gallinago gallinago), la bécasse des bois (Scolopax rusticola), la bécassine sourde (Lymnocryptes minimus). Moins nombreux, les barges rousses (Limosa lapponica), les phalaropes à bec étroit (Phalaropus lobatus), les combattants variés (Philomachus pugnax), les chevaliers culs-blancs (Tringa ochropus), les chevaliers gambettes (Tringa totanus) et les chevaliers aboyeurs (Tringa nebularia) sont néanmoins dignes d'intérêt. Le parc compte aussi de nombreux spécimens de plongeon arctique (Gavia arctica), de grue cendrée (Grus grus), de pipit farlouse (Anthus pratensis), de bergeronnette nordique (Motacilla flava thunbergi) et de bruant des roseaux (Emberiza schoeniclus).

## Histoire

### De la préhistoire à la colonisation suédoise

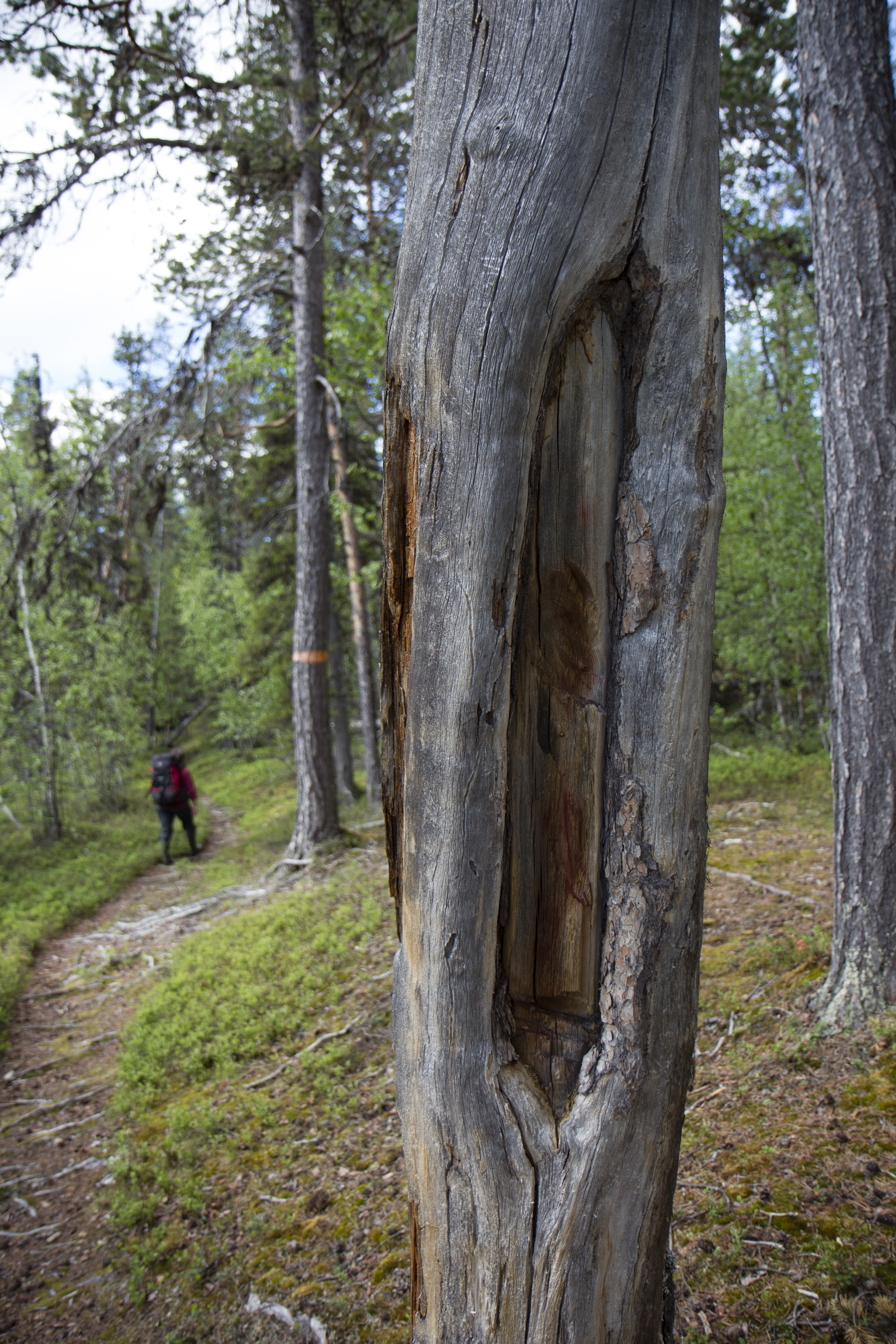
Pin de Muddus dont l'écorce fut arrachée pour la consommation des populations samies.

Les premiers habitants arrivent dès le retrait des glaciers à la fin de la dernière période glaciaire, il y a environ 10 000 ans. Ils viennent probablement du Nord, passant par la côte norvégienne qui se libéra des glaces très tôt. À cette époque, la côte du lac Ancylus (ancêtre de la mer Baltique) atteint les environs du lac Messaure, juste au sud de Muddus. Les habitants s’installent surtout dans les vallées autour des lacs et rivières. Il y a assez peu de traces de cette époque, mais près de Ligga, non loin du parc, fut découverte une tombe, caractérisée par l'utilisation d'ocre rouge, typique de l'âge de la pierre,. Ces hommes préhistoriques vivent principalement de la chasse aux rennes, mais plus tard aussi aux élans. On trouve dans le parc, surtout dans les ravins de la partie sud, plusieurs exemples de pièges, placés dans des passages étroits que les animaux doivent traverser, pour rejoindre les cours d’eau par exemple. Ces pièges n’ont pas été datés, mais dans la région, ils datent en général d’il y a entre 6 000  et   1 300 ans. Ces habitants, ancêtres des Samis modernes, commencent progressivement à abandonner la chasse au profit de l’élevage autour de l’an 1000, adoptant un schéma de transhumance suivant le rythme naturel des rennes. Les traces laissées dans le parc à cette époque sont surtout des feux de camp, qui constituent 65 des 82 traces archéologiques recensées dans le parc en 2014.
L’influence des suédois commence à se faire ressentir autour du XIXe siècle. Entre Gällivare et Porjus, une dizaine de villages et colonies sont créées, dans cette région sans la moindre route. Une de ces colonies est une habitation au nord du lac Muttosjávvre établie en 1857. Pendant environ 50 ans, jusqu’en 1909, Israel Jakobsson Ramso et sa famille vivent d’élevage de rennes et de vaches, fauchant les marais pour nourrir leurs animaux en hiver, et complétant cette activité par la chasse et pêche. Les prairies sont toujours visibles bien qu’elles ne soient plus entretenues, tout comme les restes de la maison et de la grange. En l'absence de route, la principale voie de communication est un chemin reliant Gällivare et Porjus passant au nord de Muddus. En 1888, avec la construction de la voie de chemin de fer Malmbanan desservant Gällivare, ce chemin devient un sentier touristique et l'association touristique suédoise (Svenska Turistföreningen) le balise et installe des planches pour faciliter la traversée des tourbières en 1891. En attendant la construction de la voie de chemin de fer entre Gällivare et Porjus (Inlandsbanan), ce chemin est utilisé pour transporter les matériaux pour la construction de la centrale hydroélectrique de Porjus dans les années 1910 et prend alors le nom de Rallarstigen (en suédois, Rallare désigne une personne chargée de construire une voie ferrée).
Cette période correspond aussi à un développement majeur de la sylviculture avec le début d’un abattage quasi-systématique des vastes forêts vierges du Nord suédois. Initialement, l’abattage est sélectif, visant principalement les grands pins près des rivières, le flottage étant, en l’absence quasi-totale de routes, le meilleur moyen de transporter le bois vers les grandes scieries plus en aval. La partie sud du parc, près du fleuve Stora Luleälven, subit probablement ce sort en 1886, mais la majeure partie du parc est trop éloigné et ne dispose pas de rivières permettant le flottage, et reste donc essentiellement épargné.

### Protection de la zone

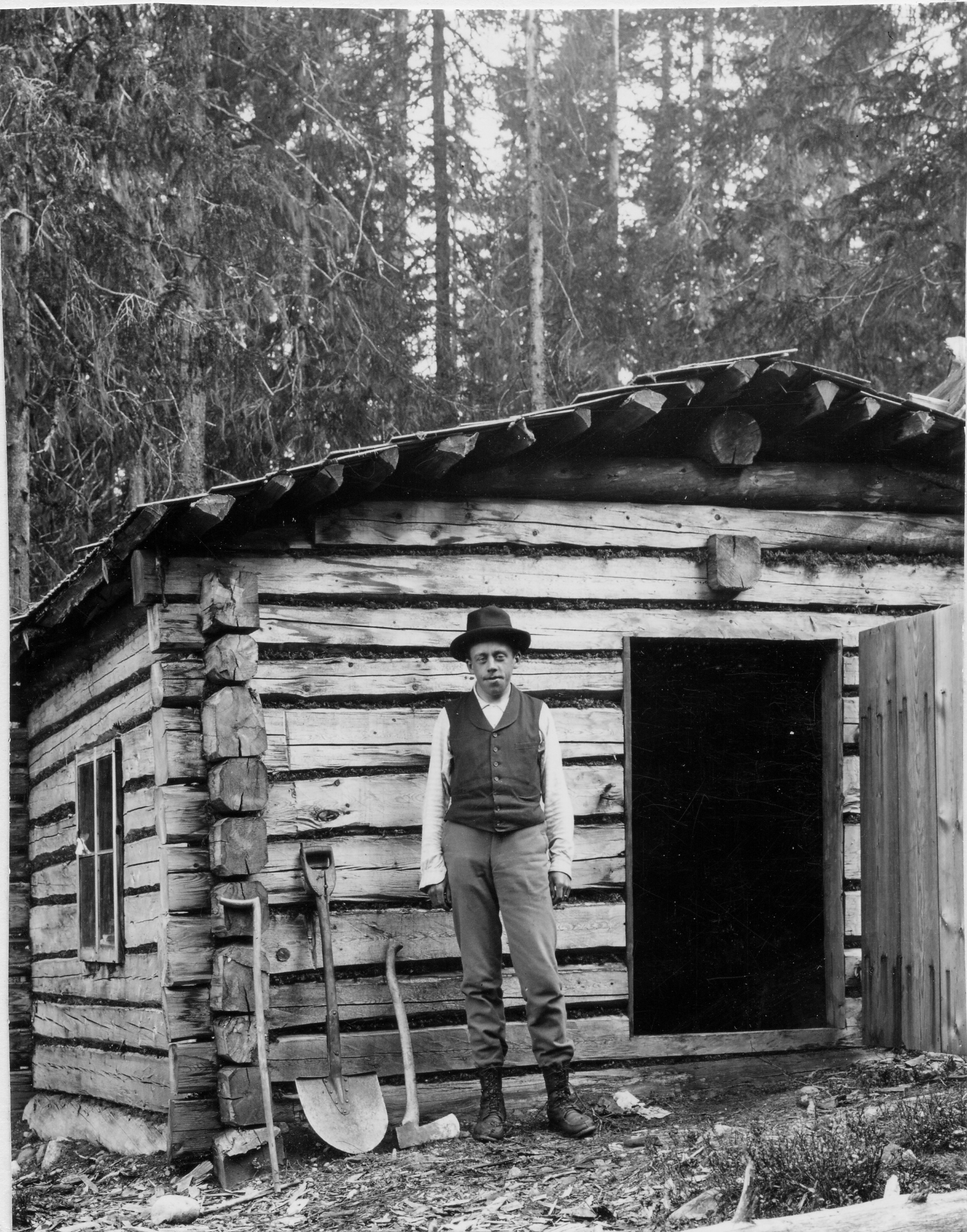
Henrik Hesselman dans le Kronopark d'Hamra en 1903.

Les premiers parcs nationaux de Suède et d'Europe sont créés en 1909. La très vaste majorité de leur superficie cumulée était dans les montagnes des Alpes scandinaves, sur des terrains où les conflits avec les intérêts économiques étaient limités. Dans les années 1920, l'association suédoise de protection de la nature Svenska Naturskyddsföreningen (SNF) remarque que la taïga du grand nord suédois était mal représentée dans les aires protégées et décide de trouver une zone digne d'être classée comme parc national. Le garde forestier et chercheur Edvard Wibeck est choisi pour déterminer le site idéal, ayant étudié dans le passé les forêts du nord suédois. En 1927, il propose à la SNF Sjaunja et Muddus, mais est apparemment surtout intéressé par ce dernier. En 1931, Henrik Hesselman et Erik Almquist sont envoyés pour étudier le site et confirmer sa valeur exceptionnelle, mais lorsqu'ils reviennent, ils sont au contraire assez négatifs, ayant trouvé de nombreuses traces d'exploitation passées. À cette époque, il est souvent considéré que seule une zone complètement vierge mérite d'être protégée. Wibeck réplique que cette exploitation passée était mineure et n'avait en aucun cas compromis l'intégrité de la forêt, et surtout qu'il ne désire pas créer un petit parc comme tous les parcs nationaux hors des montagnes jusqu'alors, mais un grand parc protégeant une grande section des paysages nordiques. Muddus et Sjaunja sont précisément parmi les plus vastes régions boisées quasi-intactes de Suède. Henrik Hesselman se range alors de son côté et tous deux continuent à développer le projet.
Cette proposition de parcs nationaux est l'une des premières où la question des droits samis se posa réellement. Plusieurs grands parcs nationaux suédois étaient sur des territoires samis, mais ils n'imposaient aucune restriction sur les activités de ces peuples aborigènes. Les Samis étaient vus comme des peuples primitifs, ayant toujours fait partie de l'écosystème de Laponie et n'ayant pas un impact très prononcé sur la nature. Mais au début des années 1930, la famille samie Nilsson Kemi est déplacée par force depuis la région du Torneträsk vers Muddus. Il s'agit d'une petite famille de Samis des forêts, c'est-à-dire ne conduisant pas leur troupeau de rennes vers les montagnes en été, restant dans la même section de forêt toute l'année. À leur arrivée dans Muddus, ils construisent un enclos pour leurs rennes, abattant ce faisant environ 2 000 arbres. En 1932, Edvard Wibeck prend connaissance de cela et est immédiatement inquiet pour la protection de la zone, car en plus des arbres abattus il pense qu'une population fixe signifiera un impact plus important, avec en particulier le risque d'un abattage systématique des animaux prédateurs. SNF propose ainsi de déplacer à nouveau la famille, ce qui est refusé par les autorités dont en particulier le conseil d'administration du comté. L'arrivée des Nilsson Kemi créé aussi des conflits avec les Samis qui utilisaient déjà Muddus, avec en particulier en 1937 des accusations de vols de rennes.

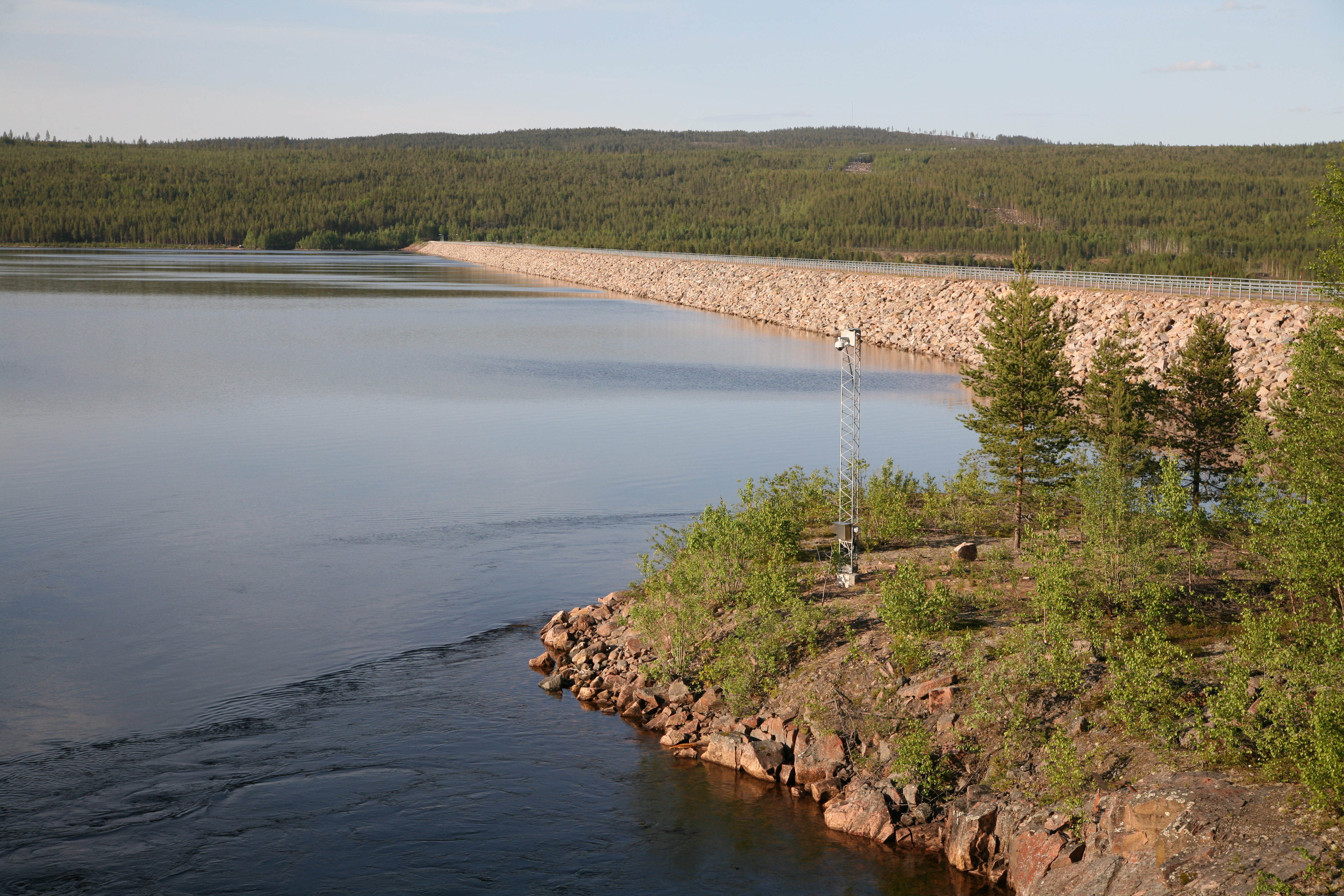
Le barrage de Messaure mis en service en 1963, formant le lac du même nom qui constitue la frontière sud du parc.

L'académie royale des sciences de Suède, alors responsable des parcs nationaux, prend énormément de temps pour analyser la proposition, et il faut donc attendre 1941 pour que celle-ci arrive finalement au parlement suédois. Le projet comporte une clause interdisant totalement la chasse dans le parc, ainsi que l'expulsion de la famille Nilsson Kemi. L'expulsion est une nouvelle fois refusée dès le début des discussions dans le parlement. La première chambre de l'assemblée vote cependant en faveur de la création du parc. Dans la deuxième chambre, Oscar W. Löfgren, représentant social-démocrate du comté de Norrbotten mène l'opposition au projet, expliquant qu'il y a déjà suffisamment de parcs nationaux dans le comté (le comté est celui qui en compte le plus, surtout dans les montagnes) et que cette région a un potentiel économique, en particulier pour la sylviculture mais aussi qu'elle est importante pour les populations samies. La seconde chambre vote ainsi contre le projet avec 125 voix contre 59. Après quelques changements, dont une petite modifications des frontières, le parc national est à nouveau soumis au vote de la deuxième chambre et accepté en 1942, sans nouveau vote de la première chambre. Muddus devient ainsi le troisième plus grand parc national de Suède de l'époque, mais surtout de loin le plus grand parc national en dehors des montagnes.
Lors de sa création, le parc avait une superficie de 49 175 ha. Il était délimité au nord par la route européenne 45 qui était alors en construction (achevée en 1945) à l'exception d'une zone triangulaire non incluse. Au sud le parc s'arrêtait un peu au nord du fleuve Luleälven. Dans les années 1950-60, le barrage de Messaure est construit, inondant la zone au sud du parc (mais en dehors des frontières). En 1984, le parc est agrandi pour couvrir 51 137 ha, étendu au sud jusqu'au lac Messaure, et complété au nord du triangle manquant. En 1996, le parc national est inclus dans le site région de Laponie du patrimoine mondial de l'UNESCO aux côtés des parcs nationaux de Sarek, Padjelanta, Stora Sjöfallet et des réserves naturelles de Sjaunja et de Stubba. Ce classement apporte un nouveau défi : lors des discussions, l'Union internationale pour la conservation de la nature (UICN) insista sur le besoin d'établir un plan de gestion du site, qui manquait alors pour Sarek et Stora Sjöfallet par exemple. Il est alors décidé d'établir un plan commun pour l'ensemble du site, commençant ainsi un processus appelé Laponiaprocessen. Ce processus, qui du fait de nombreuses difficultés s'étale jusqu'en 2012, est unique car pour la première fois il implique totalement la population samie. Il aboutit à la formation d'une organisation chargée de la gestion du site appelée Laponiatjuottjudus (littéralement gestion de Laponie en same de Lule). Enfin, le site est aussi inclus dans le réseau Natura 2000 à la fois comme zone de protection spéciale et zone spéciale de conservation.
Le parc national de Muddus est aussi un site connu des amateurs d'OVNIs suédois. En effet, des randonneurs auraient observé deux fusée fantômes en 1980 plonger dans le lac Nammajávvre au sud-est du parc. Depuis, plusieurs recherches ont été menées dans le lac, sans succès. Une de ces expéditions fut filmée et incluse dans le documentaire Ghost Rockets sorti en 2015,.

## Gestion et règlementation
Depuis le 1er janvier 2013, la gestion et l'administration du parc (et de l'ensemble du site région de Laponie) est entre les mains de l'organisation Laponiatjuottjudus, regroupant les villages samis occupant le site (Baste čearru, Sirges, Tuorpon, Unna tjerusj, Jåhkågaska tjiellde, Luokta Mávas, Slakka, Udtja et les Samis des forêts de Gällivare), les communes de Jokkmokk et Gällivare, le comté de Norrbotten et Naturvårdsverket.
Les règles du parc sont relativement strictes, afin de préserver le parc dans l'état quasi-vierge qui le caractérise. Ainsi, la pêche, la chasse, la cueillette ou toute autre activité pouvant nuire à la nature sont interdites, sauf la cueillette de baies et de champignons comestibles. De même, tout véhicule motorisé est interdit dans le parc. Des zones spéciales destinées à la protection des oiseaux sont situées autour de Sör-Stubba, Måskosgårsså et dans une vaste zone autour du lac Muttosjávvre, restreignant l'accès durant la période de nidification (mars-juillet).
Les Samis bénéficient de plusieurs dérogations aux règles sus-citées. En effet, depuis 1977, le peuple sami est reconnu par la Suède comme peuple autochtone et minorité nationale, ce qui implique que le peuple et son mode de vie sont protégés par la loi. Ainsi, le parc étant situé sur le territoire des villages samis de Gällivare, Unna tjerusj et Sirges, les Samis rattachés administrativement à ces villages ont le droit de faire pâturer leurs rennes dans le parc. Dans le cadre de ces activités, les Samis peuvent utiliser des véhicules motorisés (tels que la motoneige ou l'hélicoptère).
En cas d'incendie, tel que cela fut le cas en 2006, la règle est de laisser le feu se propager naturellement. En effet, le feu est une composante naturelle et essentielle de l'équilibre biologique de la taïga. Le feu n'est éteint ou contrôlé que s'il se propage en dehors du parc ou s'il menace des lichens importants.

## Tourisme

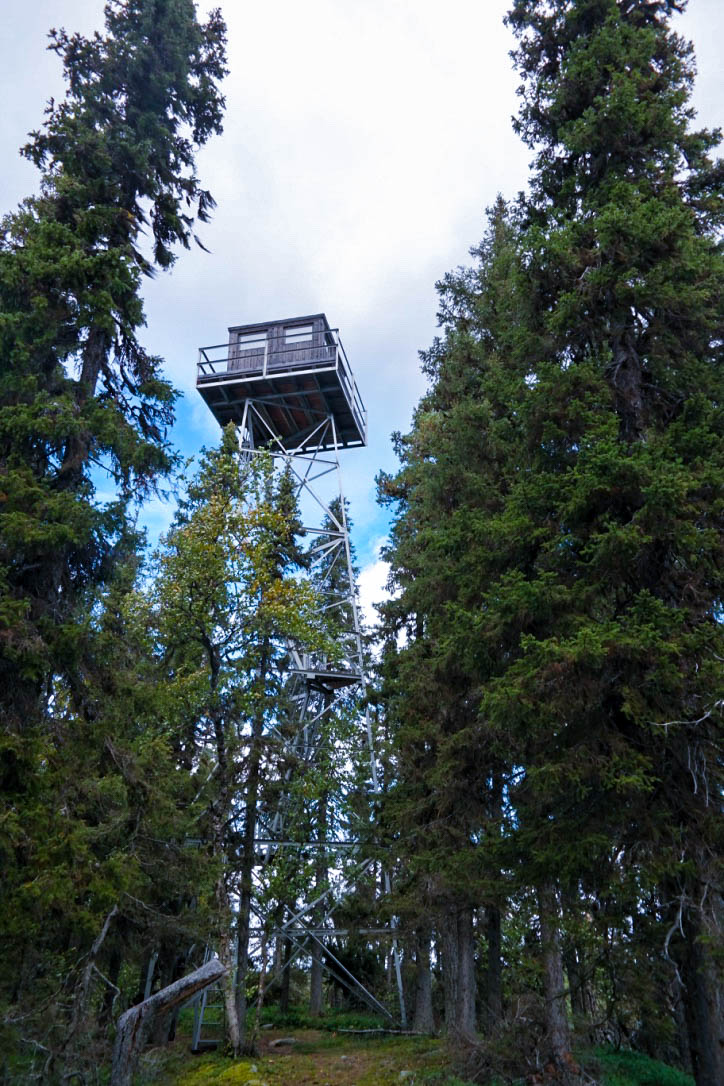
Tour d'observation près du lac de Muttosluoppal.

En 2014, le nombre de touristes était estimé à 5 000 par an. Ce faible nombre s'explique en majeure partie par l'accessibilité limitée. L'essentiel des infrastructures touristiques est concentrée dans la partie sud du parc. Le principal moyen de joindre ces infrastructures se fait depuis le barrage de Ligga, situé le long de la route européenne 45. Une route en provenance du barrage mène à Skájdde, dans le parc, où se trouve un parc de stationnement celui-ci communique avec les sentiers du parc. On peut aussi accéder aux sentiers depuis les villages de Solaure et Sarkavare à l'est du parc. Le réseau de sentier compte plus de 50 km, le long desquels se trouvent quatre chalets pour passer la nuit. Plusieurs sites sont aménagés pour camper ou faire des pauses. Un sentier passe devant la cascade Muddusfallet, qui est de loin la principale attraction du parc, mais aussi au niveau de la gorge de Måskosgårsså, ainsi que du lac Muttosluoppal où se trouve une tour d'observation des oiseaux. En plus des sentiers du sud du parc, le parc est traversé au nord-ouest par le Rallarstigen. Tous les étés depuis 1999, une randonnée est organisée sur ce chemin, appelée Rallarmarschen, réunissant environ 60 personnes. Depuis le Rallarstigen ou la route E 45, il est possible de monter sur Sör-Stubba, qui offre une vue sur tout le parc et par temps clair permet de voir jusqu'aux sommets du parc national de Sarek et du Kebnekaise. Le Rallarstigen, tout comme les sentiers du sud du parc, dispose de ponts pour traverser les principales rivières et de planches pour traverser les zones humides. Il existe aussi un chalet au nord du lac Muttosjávvre, non connecté aux sentiers, appartenant initialement au garde du parc Lennart Arvidsson mais maintenant ouvert aux voyageurs toute l'année.

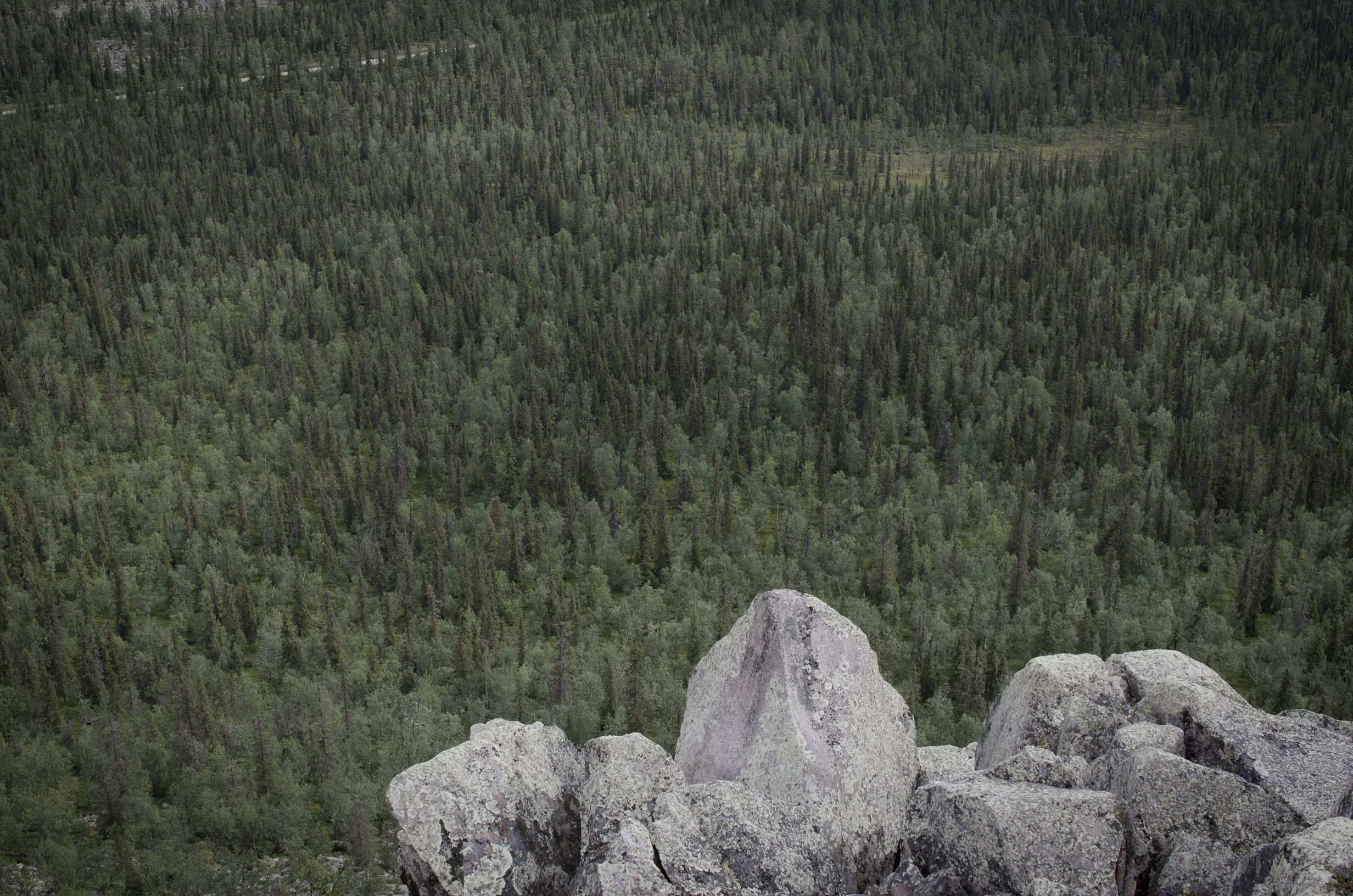
La route européenne 45 et la réserve naturelle de Stubba vue depuis Sör-Stubba.